# 馬努爾·布魯涅
馬努爾·布魯涅（1985年11月16日—）是一名阿根廷曲棍球運動員，曾代表國家參加2012年倫敦奧運的男子曲棍球比賽，並未獲得獎牌。